# 米哈伊尔·格沃兹杰夫
米哈伊尔·斯皮里多诺维奇·格沃兹杰夫（俄语：Михаил Спиридонович Гво́здев，1704-1759），俄罗斯大地测量学家、军人、探险家。他曾在1732年带领探险队探险了阿拉斯加北部地区，也是俄罗斯人第一次看见阿拉斯加的海岸。
1732年，格沃兹杰夫参加了第一次堪察加探险，他与领航员伊凡·费奥多罗夫、孔德拉特·莫什科夫（Кондрат Мошков）一起乘坐St. Gabriel号，驶向亚洲最东端的迭日涅夫角。他们于8月5日从那里获得水源补给，并继续向东航行，不久就到达了阿拉斯加的威尔士王子角。他们绘制了阿拉斯加西北部海岸的地图，并标明了他们的路线。此举使费奥多罗夫和格沃兹杰夫完成了对白令海峡的发现，此项发现之前由谢苗·迭日涅夫和费多特·波波夫最早发起，并由维他斯·白令继续。
此后，格沃兹杰夫参加了由Alexey Shelting发起的一次探险，并绘制了鄂霍次克海西部和南部海岸大部分地区，以及萨哈林岛东岸的地图。今日萨哈林岛有一个岛屿以他的名字命名。